# سیاه‌کمر (کرمانشاه)
سیاه‌کمران (کرمانشاه)، روستایی از توابع بخش مرکزی شهرستان کرمانشاه در استان کرمانشاه ایران است.
زبان مردم روستا کوردی کلهری است روستا دارای مسجد و مدرسه راهنمایی و دبستان و خانه بهداشت و جاده آسفالت و آب و برق و گاز و تلفن می باشد
شغل اصلی مردم روستا کامیون داری و کشاورزی و دامداری می باشد

## جمعیت
این روستا در دهستان بالادربند قرار دارد و بر اساس سرشماری مرکز آمار ایران در سال ۱۳۸۵، جمعیت آن ۲٬۱۲۹ نفر (۳۵۹خانوار) بوده‌است.